# Ендрю Бенні
Ендрю Бенні (англ. Andrew Bennie, 18 серпня 1956) — новозеландський вершник.
Бронзовий призер Олімпійських Ігор 1988 року в командному триборстві.